# Litoria latopalmata
Litoria latopalmata – gatunek płaza bezogonowego z podrodziny Pelodryadinae w rodzinie rzekotkowatych (Hylidae), o szerokim zasięgu występowania we wschodniej Australii.

## Występowanie
Taksonowi temu przypisuje się rozległy zasięg występowania w Australii. Zahacza on na zachodzie o północno-wschodnią Australię Południową, obejmuje środkową, wschodnią i północną Nową Południową Walię oraz południowy, środkowy, wschodni i północny Queensland. Według obliczeń wykonanych przez IUCN rozpościera się on na powierzchni równej około 1 542 000 km² i zawiera w sobie wiele obszarów chronionych.
Płaz zamieszkuje zarówno równiny zalewowe, jak i lasy czy zadrzewienia, a także suche tereny położone w głębi lądu.

## Rozmnażanie
Wiosną, kiedy to podnosi się temperatura i jednocześnie zwiększają się opady deszczu, dorosłe osobniki przystępują do rozrodu. W tworzących się na krótki okres zbiornikach wodnych samce, zająwszy miejsca na ich obrzeżach, nawołują. W płytkiej wodzie pośród stanowiącej ochronę gęstej roślinności składane są w gronach jaja, z których mają wylęgnąć się wolno pływające kijanki, a następnie po upływie od 50 do 90 dni przekształcić się w ukształtowane w pełni płazy. Sezon rozrodczy trwa do końca lata.

## Status
Płaz ten jest bardzo pospolity, a trend jego liczebności oceniany jest jako stabilny.